# ジョン・ノトヴェイト
ジョン・アンドレアス・ノトヴェイト (Jon Andreas Nödtveidt スウェーデン語発音、1975年6月28日 - 2006年8月13日)は、スウェーデンのヘヴィメタルミュージシャン。ディセクションの中心人物として著名である。

## 略歴
1988年に、Siren's Yellというスラッシュメタルバンドをジョンを含む4名で結成。担当楽器はギター。同年にデモを作成するが、1989年春にドラマーのオーレ・オーマンが脱退し、ジョンがRabbit's Carrotというスラッシュメタルバンドに加入したことが契機となってSiren's Yellは解散する。ジョンは、Rabbit's Carrotの2ndデモ『A Question in Pain』に参加するが、秋にデス/ブラックメタルバンド結成のために脱退する。脱退後、Siren's Yellで同僚だった、ペーテル・パルムダールをベーシストとして、2名でディセクションを結成。ジョンはギターに加えてボーカルを兼任した。ちなみにペーテルは、Siren's Yellではボーカリストだった。当初、デスメタル色の強かったディセクションは、徐々にブラックメタル色を強めることになる。
メインバンドは、ディセクションであったがその他にもさまざまなバンドを結成、加入したりしている。1991年には、ロード・ベリアルのトーマス・バッケリンらとデス/ブラックメタルバンド、Satanizedを結成。リハーサルデモを同年に作成しているが、その後目立った活動は無く解散している。Satanizedで同僚であったギタリストのヨハン・ノルマンとドラマーのトビアス・ケルグレンは後にディセクションに加入している。また同年には、ブラックメタルバンド、The Blackを結成し、1枚のアルバムをリリースしている。The Blackでは、ボーカル、ギター、キーボードを担当し、Rietasと名乗ったが、その後解散している。1994年には、アット・ザ・ゲイツのメンバーであったアンダース・ビョーラーとヨナス・ビョーラー、エイドリアン・アーランドソンとの4名でTerrorというグラインドコアバンドを結成。ボーカルを担当し、デモを作成したもののこちらも程なく解散している。更に、実弟のエミル・ノトヴェイトが加入していたOphthalamiaに加入し、1stアルバム『A Journey in Darkness』でボーカルを担当した。同バンドではShadowと名乗った。1995年にはブラックメタルバンド、Outbreakを結成しWitchammerと名乗り、ボーカルとドラムスを担当する。同年にデモ『...Of Evil』をリリースするが、程なく解散した。1997年にはアンビエントユニット、De Infernaliに参加。1stアルバム『Symphonia De Infernali』に参加した。
正式加入以外にも、Nifelheimやネクロフォビックのアルバムにセッション参加もしている。
音楽活動とは別に、1995年に新興悪魔崇拝団体であるMisanthropic Luciferian Orderに当時のディセクションのギタリストヨハン・ノルマンと共に加入。ヨハンは、1997年にディセクションを失踪する形で脱退しているが、これはMisanthropic Luciferian Orderの考え方についていけなくなったことと、ジョンからの報復を恐れたためであった。1997年12月に、アルジェリア人移民の男性の殺人容疑で友人の男と共に逮捕される。結局、友人が主犯となりジョンは共犯で殺人幇助の罪で懲役8年の判決を受けた。また、この事件の捜査の過程でジョンが、他のスウェーデンのミュージシャンに脅迫を行っていたことも明らかとなった。この逮捕、投獄でディセクションは、活動を停止することとなる。
2004年9月6日に出所し、逮捕前とは異なるメンバーでディセクションを再結成する。再結成には、元ダーク・フューネラルのドラマー、トーマス・アスクルンドや元ナイトレイジのベーシスト、ブリス・ルクレが参加した。その後、ライブ活動を活発に行いアルバムも発表したが、2006年6月24日のライヴを最後に解散した。
2006年8月13日、ストックホルム市ヘッセルビューの自宅アパートメントで拳銃自殺。父親とガールフレンドに宛てた手紙に「トランシルヴァニアへ旅立つ」という旨の記述があった。かつてジョンは「サタニストは人生のピークを迎え、全てを成し遂げ、地球の存在を超越しようとした時に、生と死についてを笑って決める。悲しんで人生を終えることは全くもってサタニックではない。サタニストは強く死ぬ。年齢でも病気でも抑鬱でもなく。不名誉よりも死を選ぶのさ！死は人生のオーガズムだ！だからできる限り緊張感を持って生きろ！」との言葉を残していた。彼が突然ともいえる自殺を遂げたのは、こうした思想上の理由によるものであると思われる。

## ディスコグラフィ

### ディセクション
アルバム
- 1993年　The Somberlain
- 1995年　Storm of the Light's Bane
- 2006年　Reinkaos

シングル・ミニアルバム
- 1991年　Into Infinite Obscurity
- 1996年　Where Dead Angels Lie
- 2004年　Maha Kali
- 2006年　Starless Aeon

デモ
- 1990年　The Grief Prophecy
- 1992年　The Somberlain
- 1993年　Promo '93
- 1997年　The Past Is Alive (The Early Mischief)

ライブ
- 1997年　The Past Is Alive (The Early Mischief)
- 2003年　Live Legacy

ビデオ/DVD
- 1997年　Live & Plugged Volume 2
- 2006年　Rebirth of Dissection

### The Black
アルバム
- 1994年 The Priest of Satan

デモ
- 1992年 Black Blood

### Ophthalamia
アルバム
- 1994年 A Journey in Darkness

### Outbreak
デモ
- 1995年 ...Of Evil

### Terror
デモ
- 1994年 Demo '94

### Satanized
デモ
- 1991年 Rehearsal '91

### Rabbit's Carrot
デモ
- 1989年 A Question in Pain

### Siren's Yell
デモ
- 1988年 Demo

### De Infernali
アルバム
- 1997年 Symphonia De Infernali

### 参照元
1. 1 2 3 4 5 6 7 8  池田泰智 (2006). ストーム・オブ・ザ・ライツ・ベイン. Storm of the Light's Bane (CDライナー). ディセクション. 日本東京都千代田区: ディスクユニオン. TE073。
2. ↑  Jon Kristiansen, Metallion: The Slayer Mag Diaries, p. 569

### 参考
- Encyclopaedia Metallum（英語）